# Fontainebleauskogen
Fontainebleauskogen (franska: Forêt de Fontainebleau och Forêt de Bière) är en statligt ägd skog i det franska departementet Seine-et-Marne (en mindre del i Essonne) i regionen Île-de-France. Den ligger omkring staden Fontainebleau, känd för sitt slott, 50 km sydöst om Paris. Skogen omfattar 250 km2 och är därmed en av Västeuropas största sammanhängande skogar. Den ligger utmed Seine och framför allt på dessa västra sida.

## Natur
I skogen växer främst ek (44%), tall (40%) och bok (10%). I skogen har man upptäckt 3 000 svampar och 7 000 djur, varav 5 000 är insekter. Skogen är också känd för sina märkliga stenblock och stenformationer i sandsten.

## Kultur
Den vackra Fontainebleauskogen har inspirerat flera konstnärer. I Barbizon fanns en grupp landskapsmålare i mitten av 1800-talet som benämndes Barbizonskolan. Ledande var Camille Corot, Théodore Rousseau, Jean-François Millet och Charles-François Daubigny. Dessa var en stor inspirationskälla för den svenska konstnären Carl Fredrik Hill som i grannbyn Bois-le-Roi utförde sin främsta målningar. Även impressionisterna studerade Barbizonmålarna och utförde friluftsmåleri i Fontainebleauskogen, till exempel Claude Monet, Auguste Renoir, Alfred Sisley och Frédéric Bazille. I Grez-sur-Loing grundades under 1800-talets andra hälft en stor och långlivad konstnärskoloni. Från början var det främst amerikaner, britter och irländare, men från 1880-talet dominerade skandinaver. Grezkolonin är mycket förknippad med Carl Larsson och Karin Bergöö som möttes och senare bosatte sig i byn. Även August Strindberg bodde en tid i Grez-sur-Loing.

## Galleri

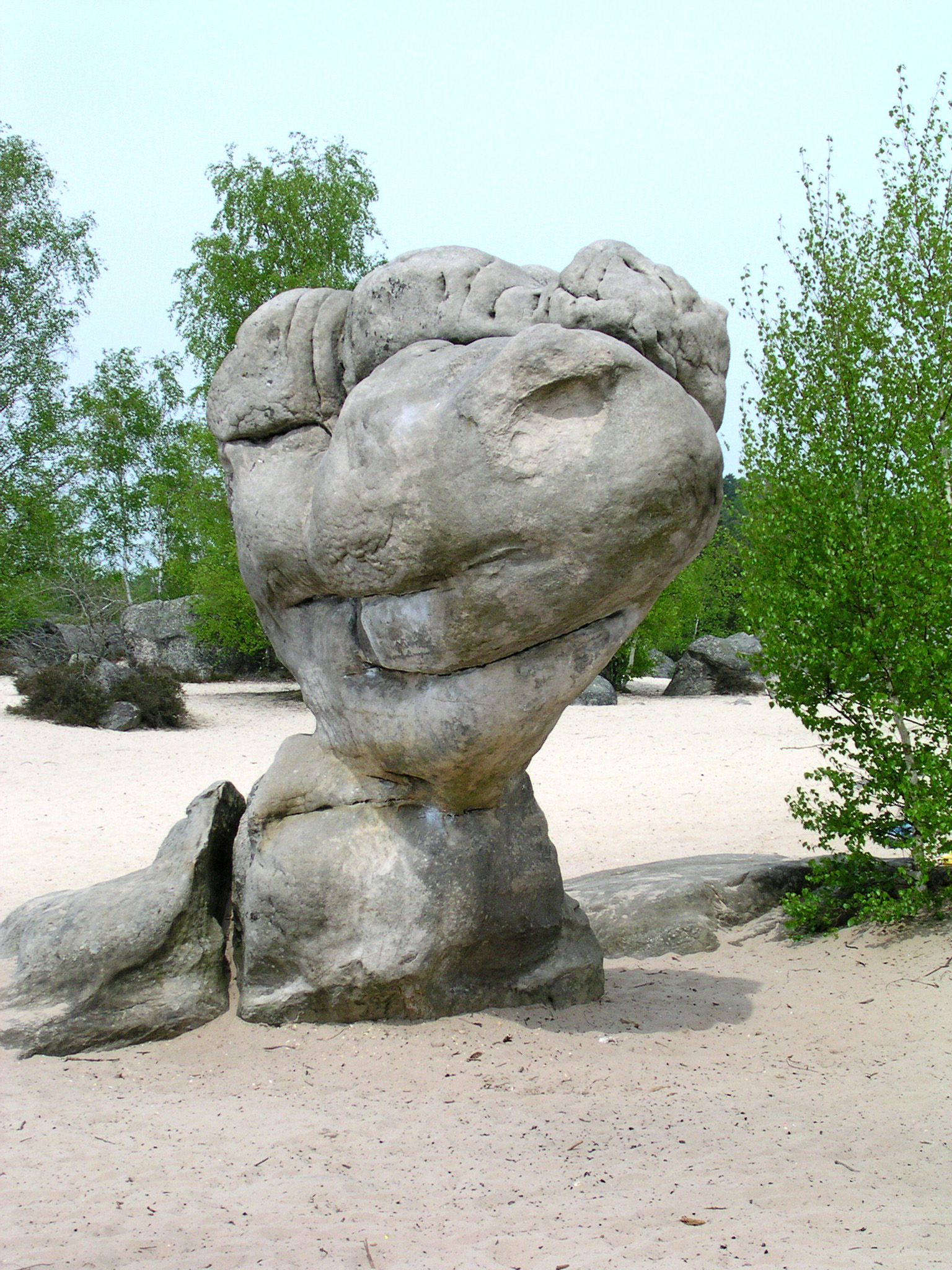
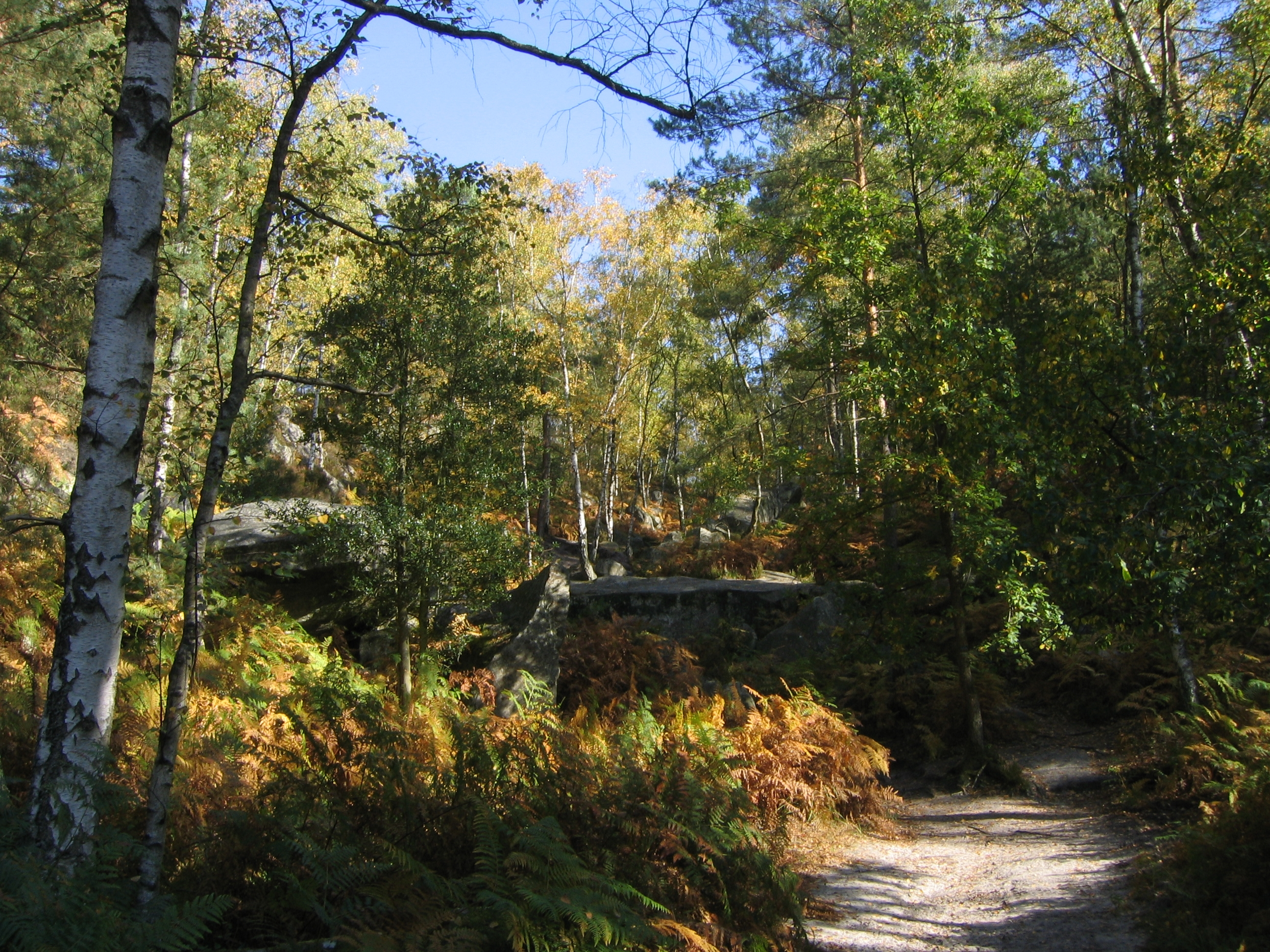
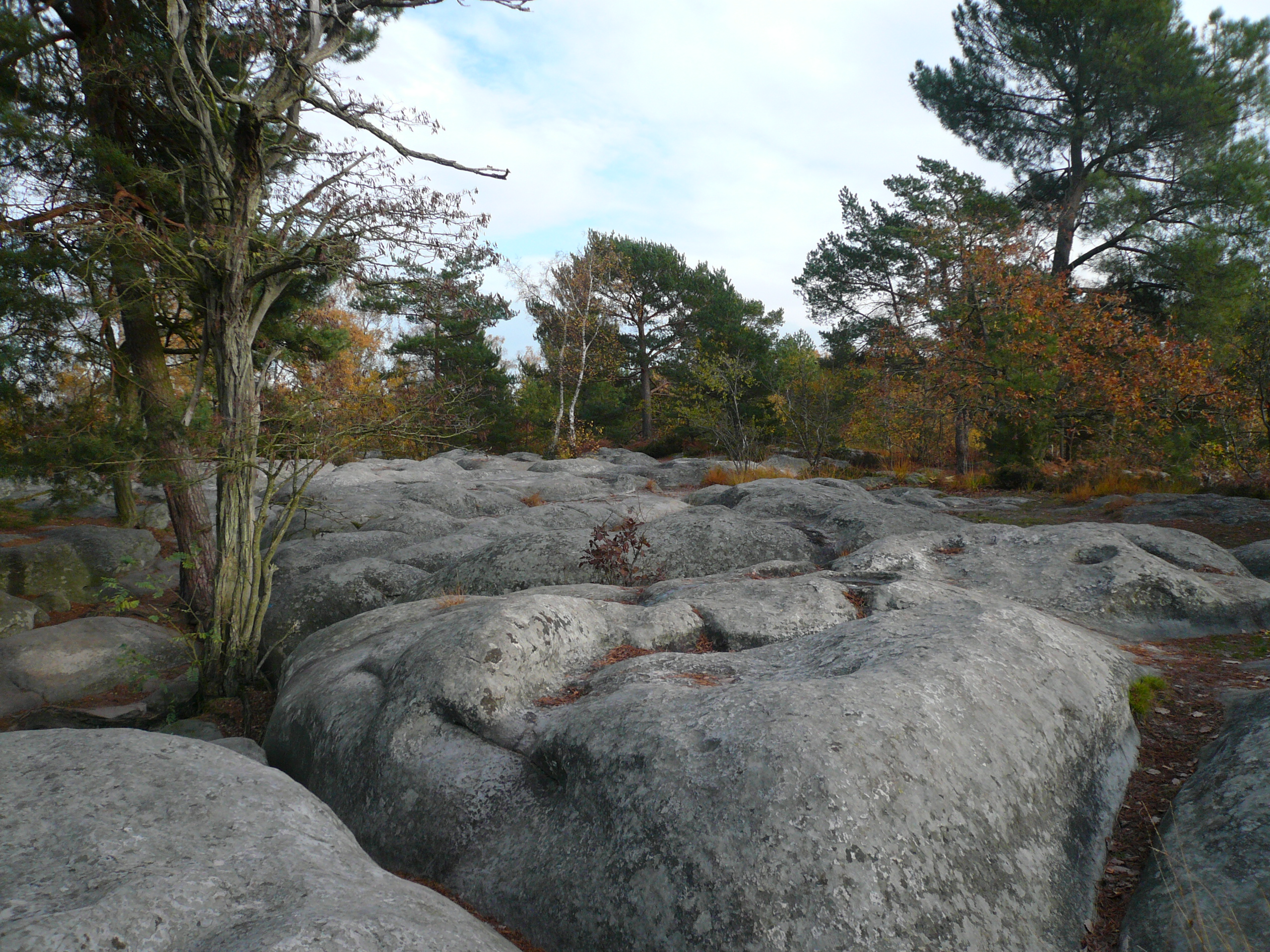
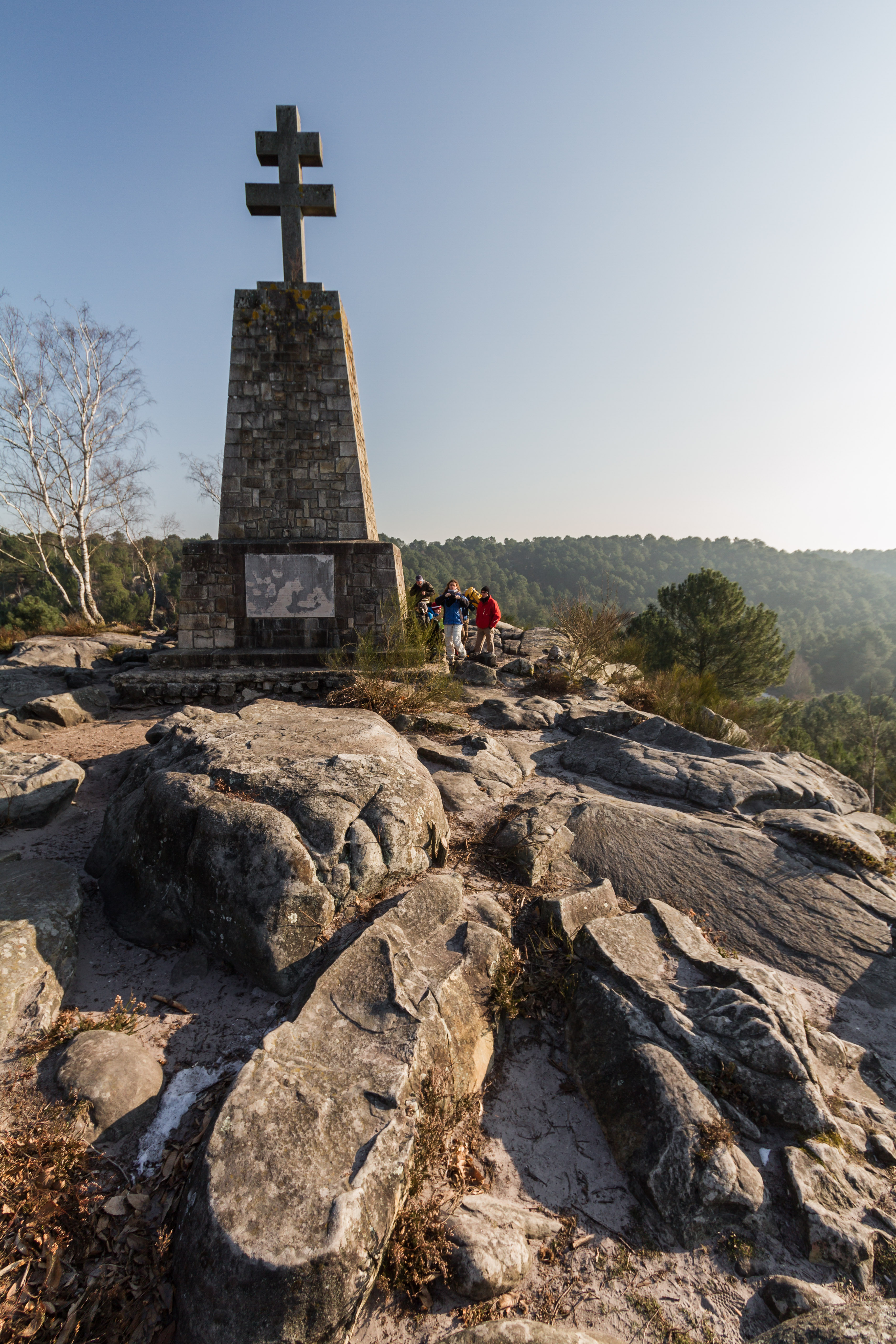
La croix de Lorraine
Carl Fredrik Hills målning Trädet och flodkröken från 1877.
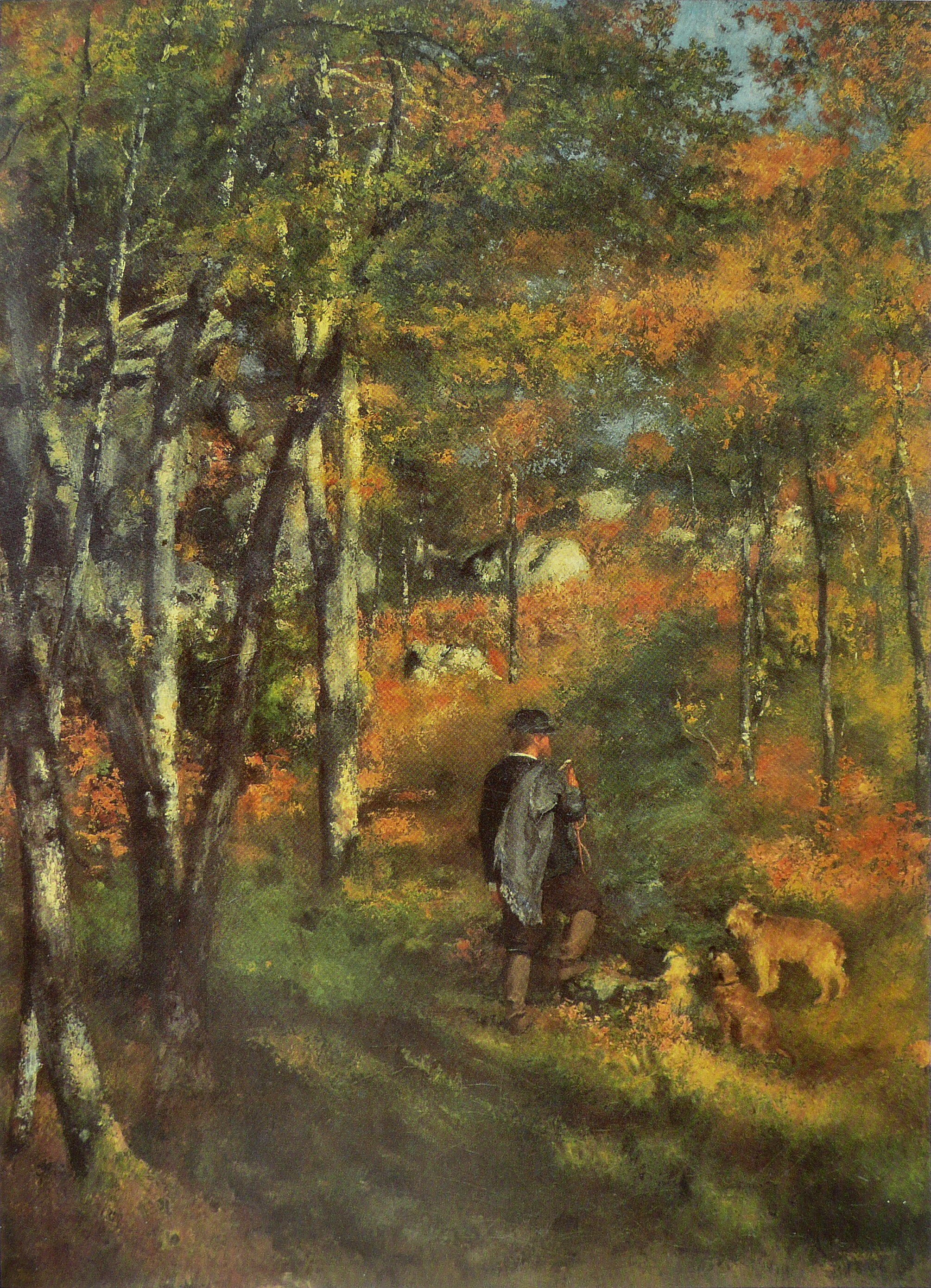
Auguste Renoirs Målaren Jules Le Coeur och hans hundar i Fontainebleau-skogen från 1866.

### Fotnoter
1. ↑  Forêt de Fontainebleau hos GeoNames.Org (cc-by); läst 2019-04-15